# Gromada Będusz
Gromada Będusz war eine Verwaltungseinheit in der Volksrepublik Polen zwischen 1954 und 1959. Verwaltet wurde die Gromada vom Gromadzka Rada Narodowa, dessen Sitz sich in Będusz befand und aus 13 Mitgliedern bestand.

Die Gromada Będusz gehörte zum Powiat Zawierciański in der Woiwodschaft Katowice (damals Stalinogród) und bestand aus den ehemaligen Gromadas Będusz und Potasznia der aufgelösten Gmina Pińczyce sowie einigen Waldstücken aus dem Waldbezirk Rzeniszów.

Zum 1. Januar 1956 wurde die Gromada Teil des neugeschaffenen Powiats Myszkowski.

Zum 31. Dezember 1959 wurde die Gromada aufgelöst und in die Gromada Pińczyce eingegliedert.